# Малайзійська кухня

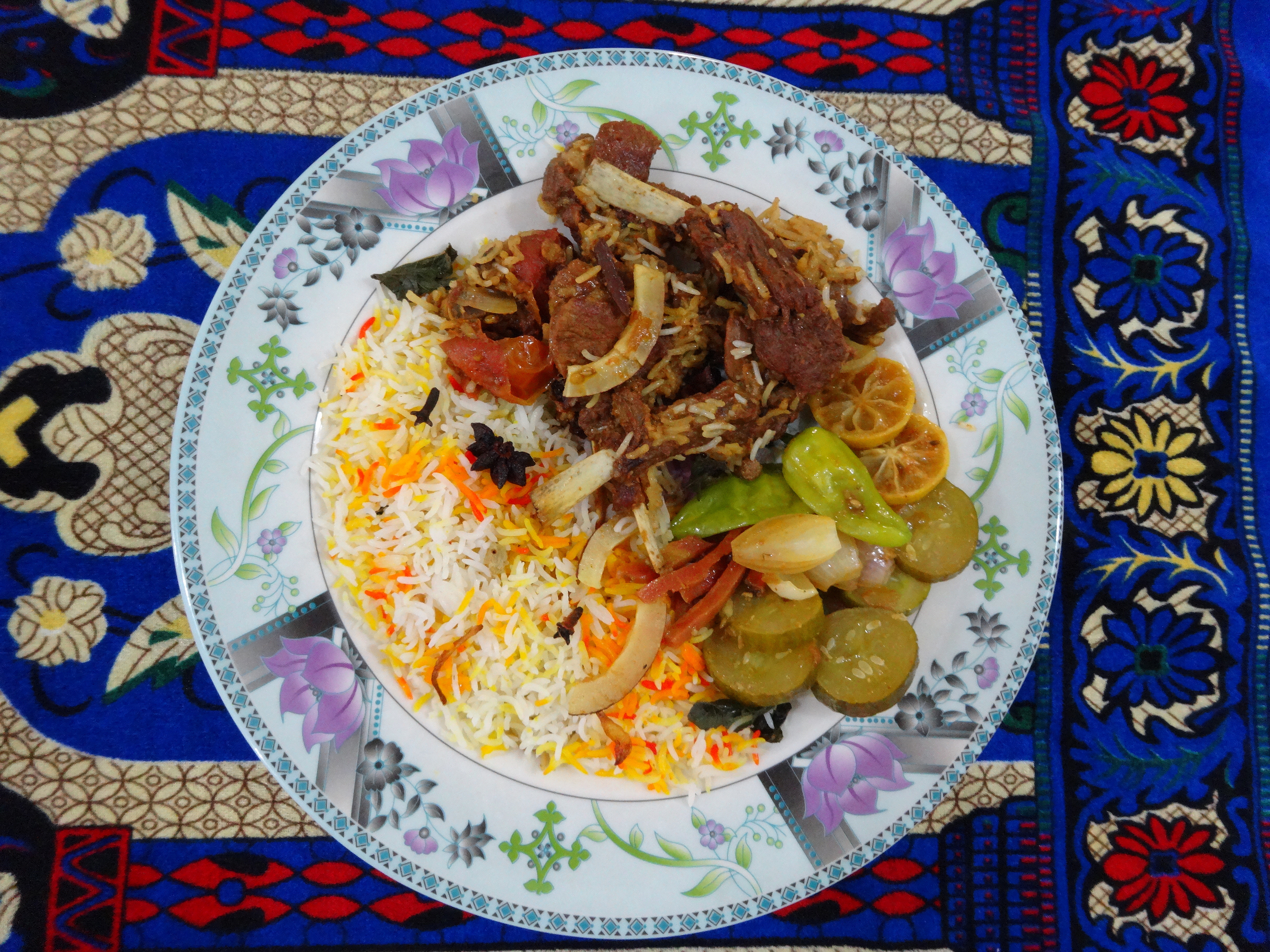
Малайзійська кухня

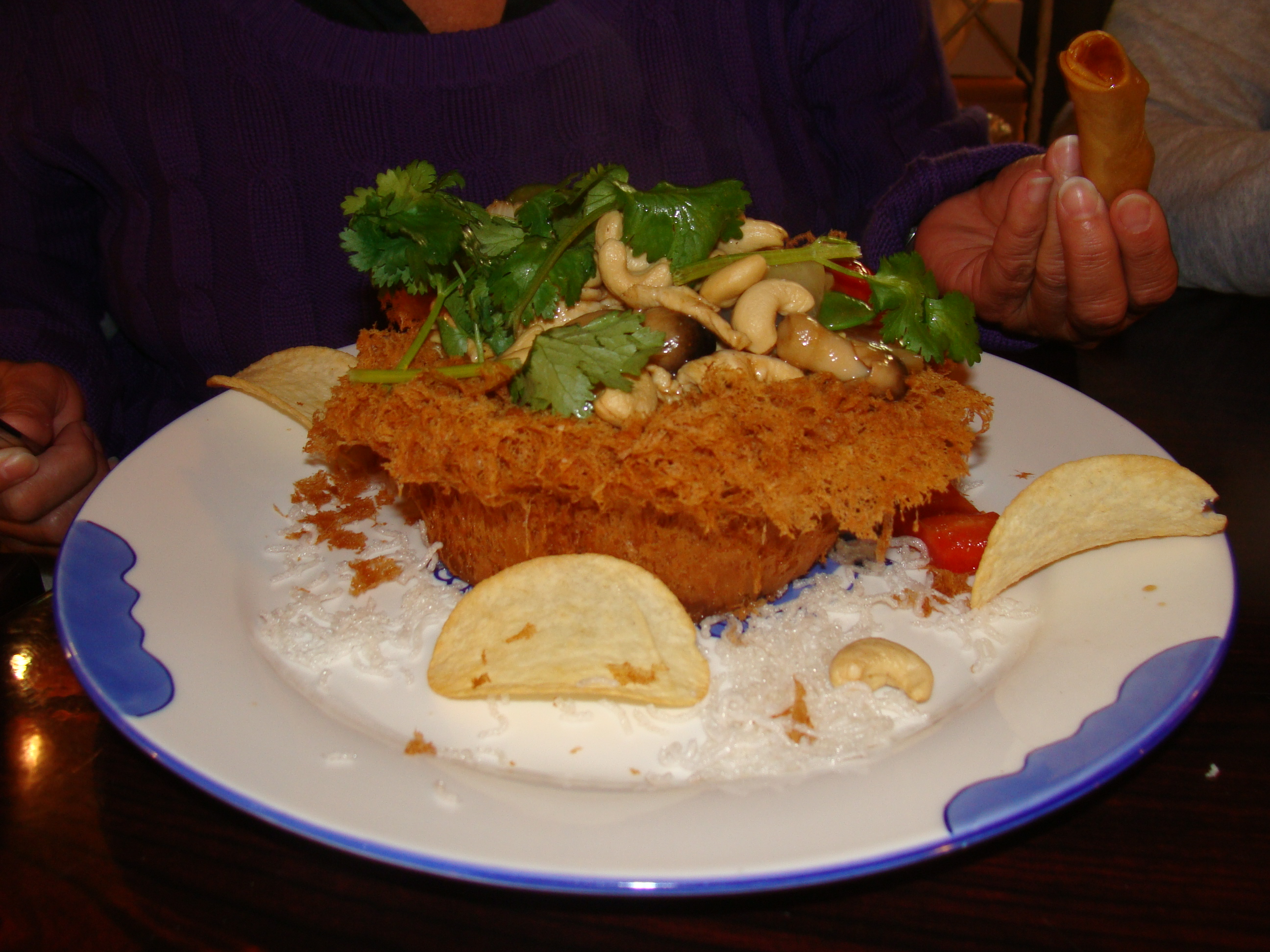
Малайзійська їжа

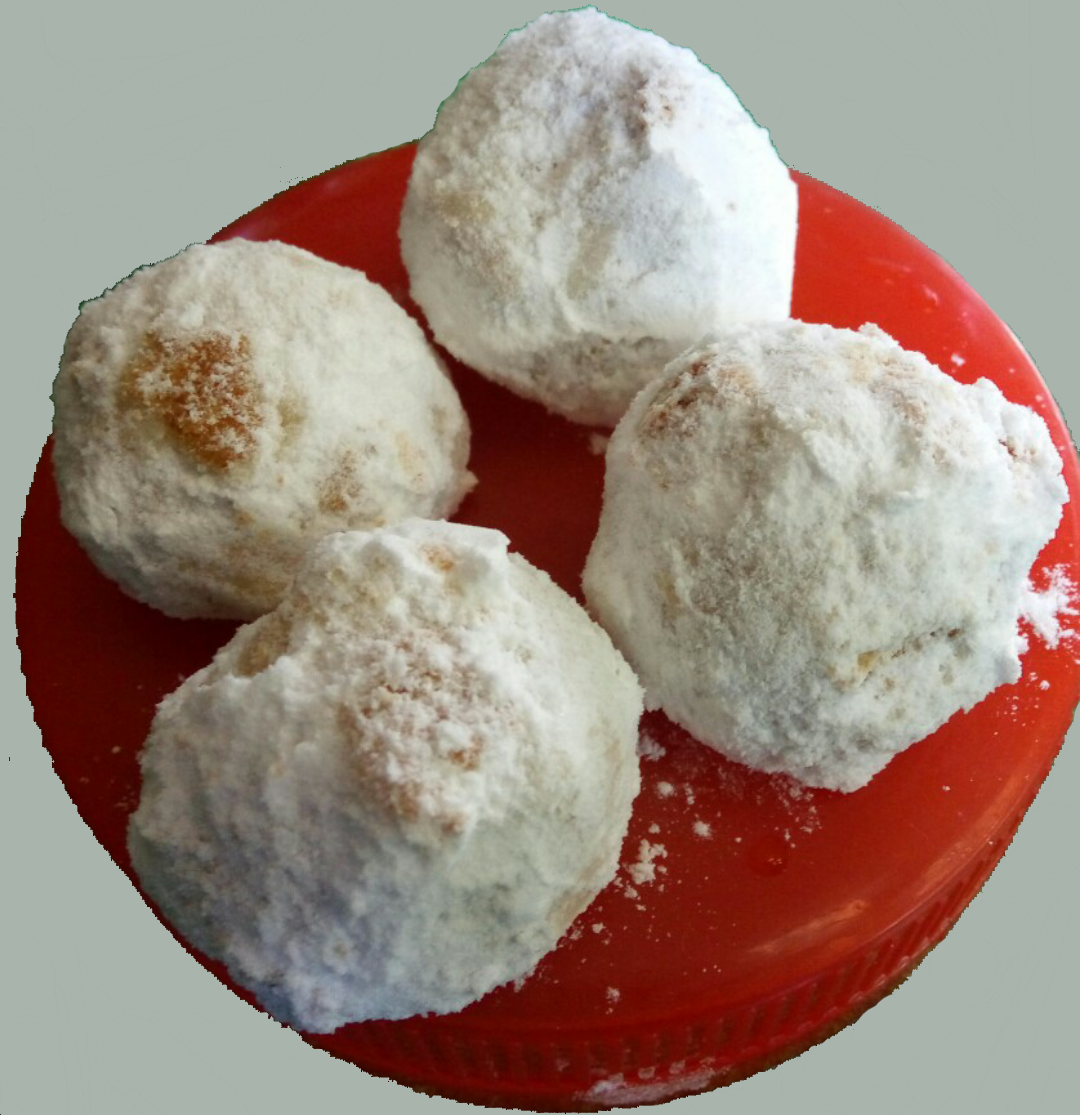
Десерт - макмур

Малайзійська кухня (малай. Masakan Malaysia) – національна кухня Малайзії, що складається з традиційних страв та напоїв різних народів та етносів, які проживають на території цієї країни. Кухня Малайзії є дуже складною та різноманітною. Малайзійський кулінарний стиль є меланжем культур різних груп населення.

## Формування
Внаслідок географічного положення та історичних міграцій, а також колонізацій іноземних держав формувалась традиційна кухня Малайзії. Оскільки переважна більшість населення Малайзії сьогодні поділяється на три основні групи: малайці, китайці та індійці, а до іншої частини населення входять корінні народи Сабах та Саравак (Східна Малайзія), Оранг-Алі (Пенінсулар Малайзія), Перанакан і євразійські креоли, іноземні робітники та мігранти, то всі ці народи та етноси безпосередньо впливали на становлення кухні. Найважливіший вплив на розвиток цієї кухні мали тайська, португальська та британська кухні. Малайзійська кухня через близьку культурну та етнічну спорідненість є дуже схожою з кухнями Сінгапуру та Індонезії.

## Основні продукти та інгредієнти

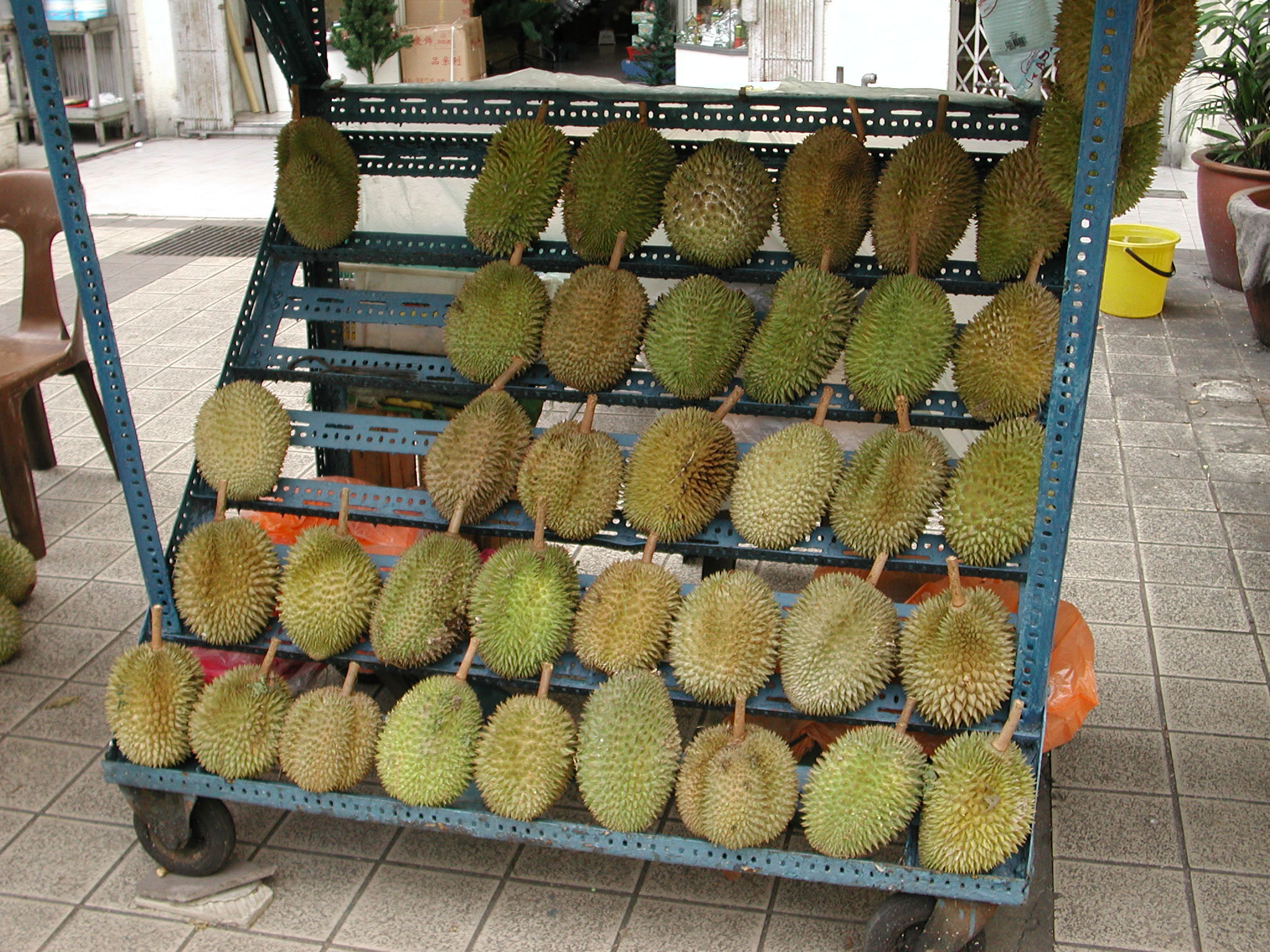
Дуріан в Куала-Лумпур

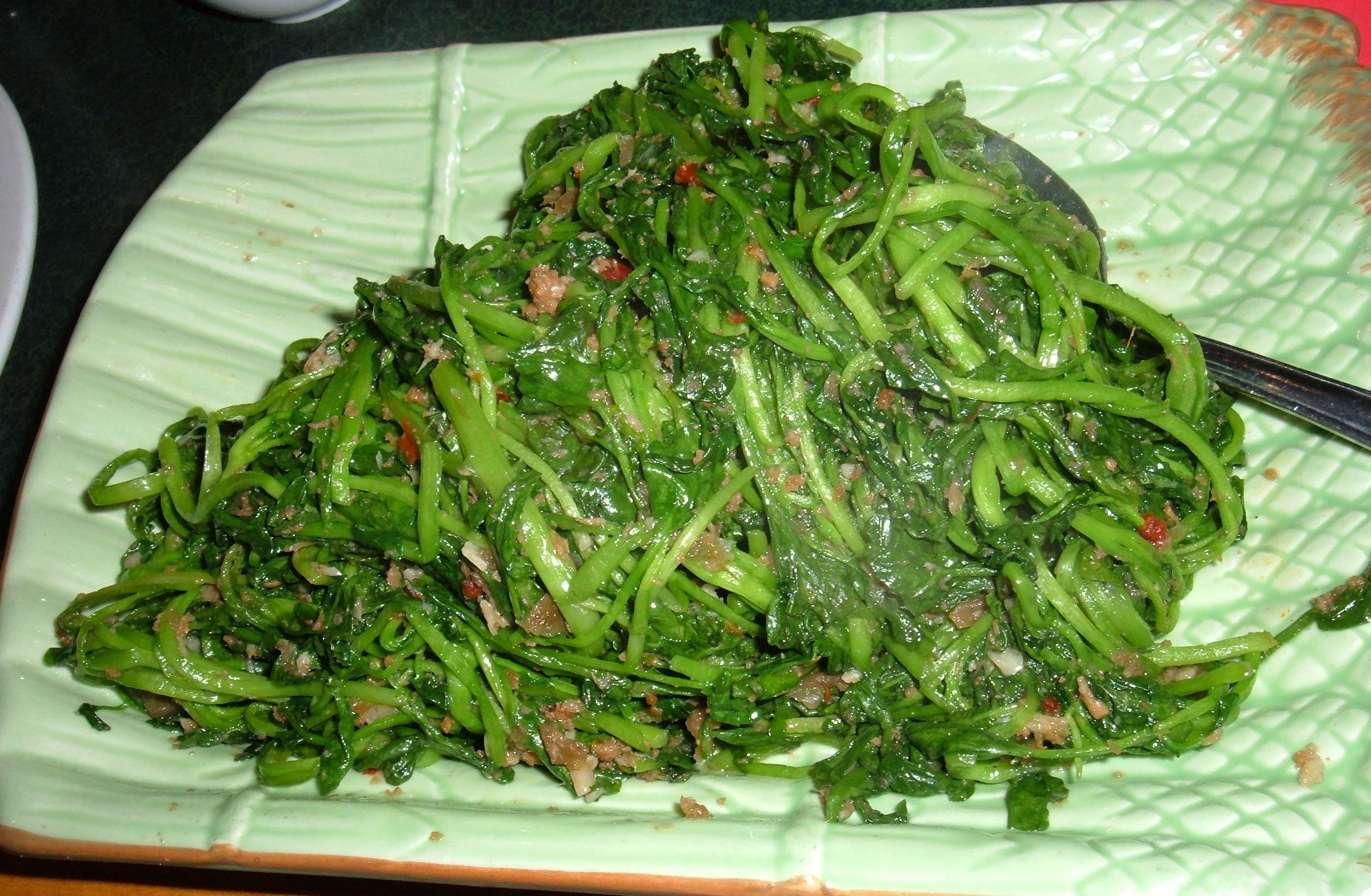
Канг Кунг Белакан

- Перець чилі — незамінний інгредієнт малайзійської кухні. Для страв використовують його у свіжому та засушеному вигляді.
- Белакан — особливий вид креветкової пасти, притаманний малайзійській кухні.
- Кокос — продукт, який використовують для приготування практично всіх страв та напоїв в Малайзії. В малайзійських рецептах можна зустріти дуже часто використання кокосового молока та кокосової олії.
- Соєвий соус — ще один дуже важливий інгредієнт кухні, оскільки сприяє солоному смаку у фаршах та маринаді.
- Лимонник — різновид трави з лимонним ароматом та смаком. Його використовують при приготуванні варених страв.
- Пандан — азійський еквівалент ванілі. Листя цієї рослини можуть використовувати для обгортання рису, курки або риби, а також для приготування десертів використовують цей складник, оскільки він надає їм аромат та колір.
- Тофу — цей продукт є у рецептах приготування смаженої локшини, страви роджак (фруктовий чи овочевий салат), супу з локшиною тощо. Також він може використовуватись при приготуванні овочевого та м'ясного фаршу для страв.
- Морепродукти — продукти, який дуже часто використовуються для страв, особливо сушені морепродукти. Ікан біліс (маленькі засушені анчоуси) надають хрусткої текстури стравам (наприклад, у соусі самбал). Їх використовують як приправи. Також сушені креветки та сушені солоні види риби використовують у різний спосіб. Крім цього, малайзійці їдять крабів, кальмарів, каракатиць, молюсків, восьминогів, равликів та креветок.
- Риба — один з основних інгредієнтів малайзійської кухні. Свіжа риба в Малайзії продається всюди, а заморожена – у супермаркетах, оскільки її ввозять з інших країн, наприклад, лосось та тріска.
- Рис — основна та найважливіша страва в Малайзії[3].
- Локшина — дуже поширена їжа в містах і селах Малайзії. Рецептів страв з локшиною існує дуже багато відповідно до кулінарних традицій та етнічних уподобань населення.
- М’ясо — інгредієнт для багатьох страв. М'ясні страви здебільшого готують в Малайзії відповідно до місцевих традицій та стандартів Халяль. Багато рецептів, до яких входять яловичина та баранина. Наприклад, з каррі, смажені, тушковані, у супі або з локшиною. Імпортують яловичину та баранину переважно з Австралії та Нової Зеландії. У супермаркетах та магазинах для емігрантів можна придбати будь-які види м’яса, в тому числі й свинину, яку малайзійці відповідно до своїх релігійних переконань взагалі не споживають.
- Овочі та фрукти — продукти, які ростуть та споживаються тут всюди, оскільки Малайзія є тропічною країною, то їдять їх тут цілий рік. Зокрема, споживають малайзійці бобові, квасолю, салат, капусту, гарбуз, тапіока тощо. З фруктів у Малайзії роблять різні напої, а особливо соки. Дуже популярні джерук або маринові фрукти. Їх продують у цій країні як вуличну їжу. В малайзійській кухні використовують банани, лайм, чемпедак, дуріан (фрукт з шипами та дуже характерним запахом), Біла мускатна диня[en], джекфрут, гуава, ананас, рамбутан, пітайя, папая, кавун тощо.

## Страви та напої

### Основні страви

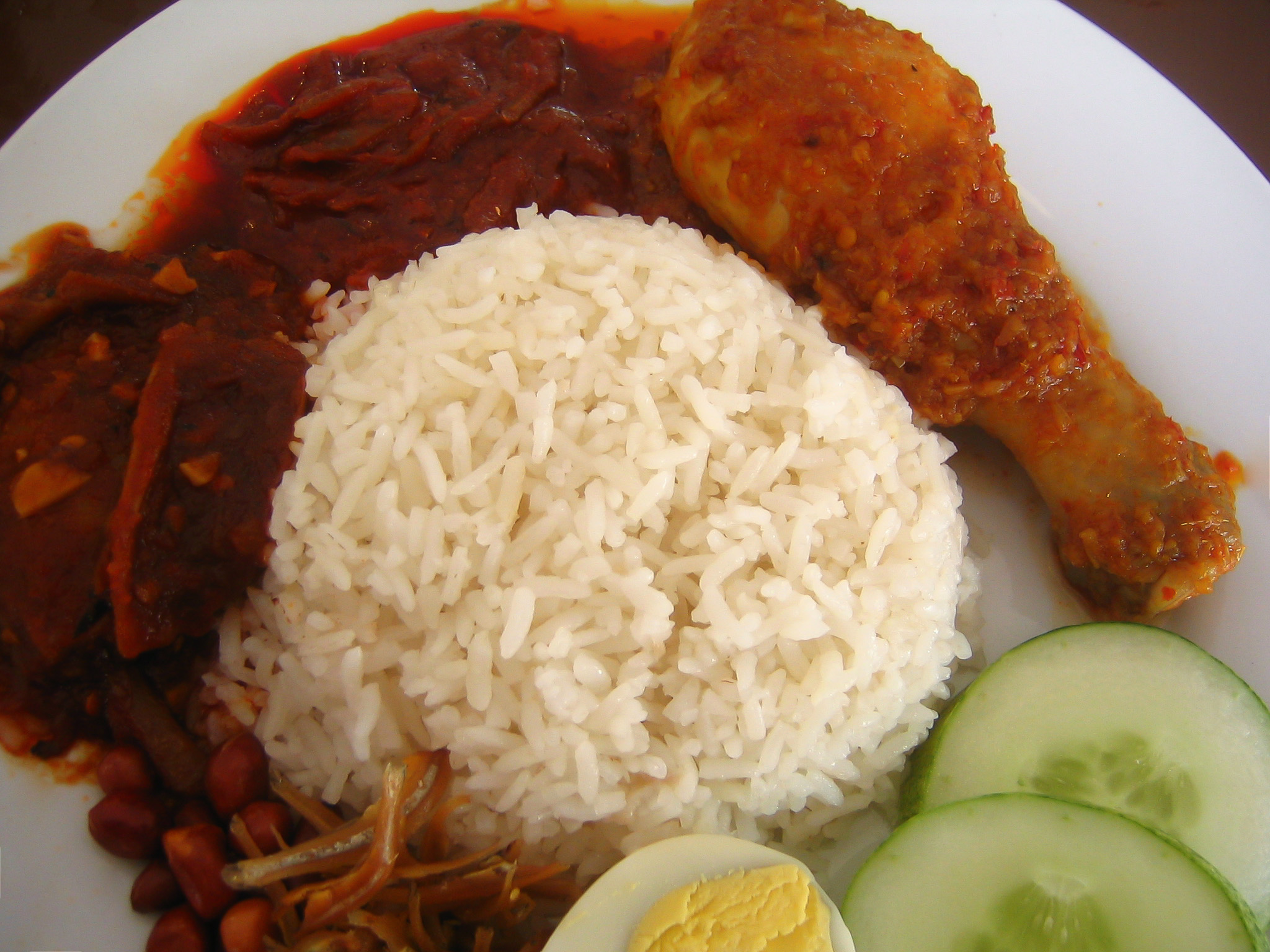
Насі лемак

- Насі лемак (англ. nasi lemak) — національна страва малайзійської кухні. Її готують з білого рису, кокосового молока та листя пандану. Найчастіше його подають з ікан білісом, арахісом, огірком, яйцями тощо. Традиційно страву їдять на сніданок.
- Конгі (англ. congee) — рисова каша, яка популярна серед етнічних спільнот Малайзії. Її споживають вранці або ввечері. Оскільки страва є дуже легкою та дієтичною, то її рекомендують до споживання хворим. Також конгі споживають вегетаріанці.

### Хліб

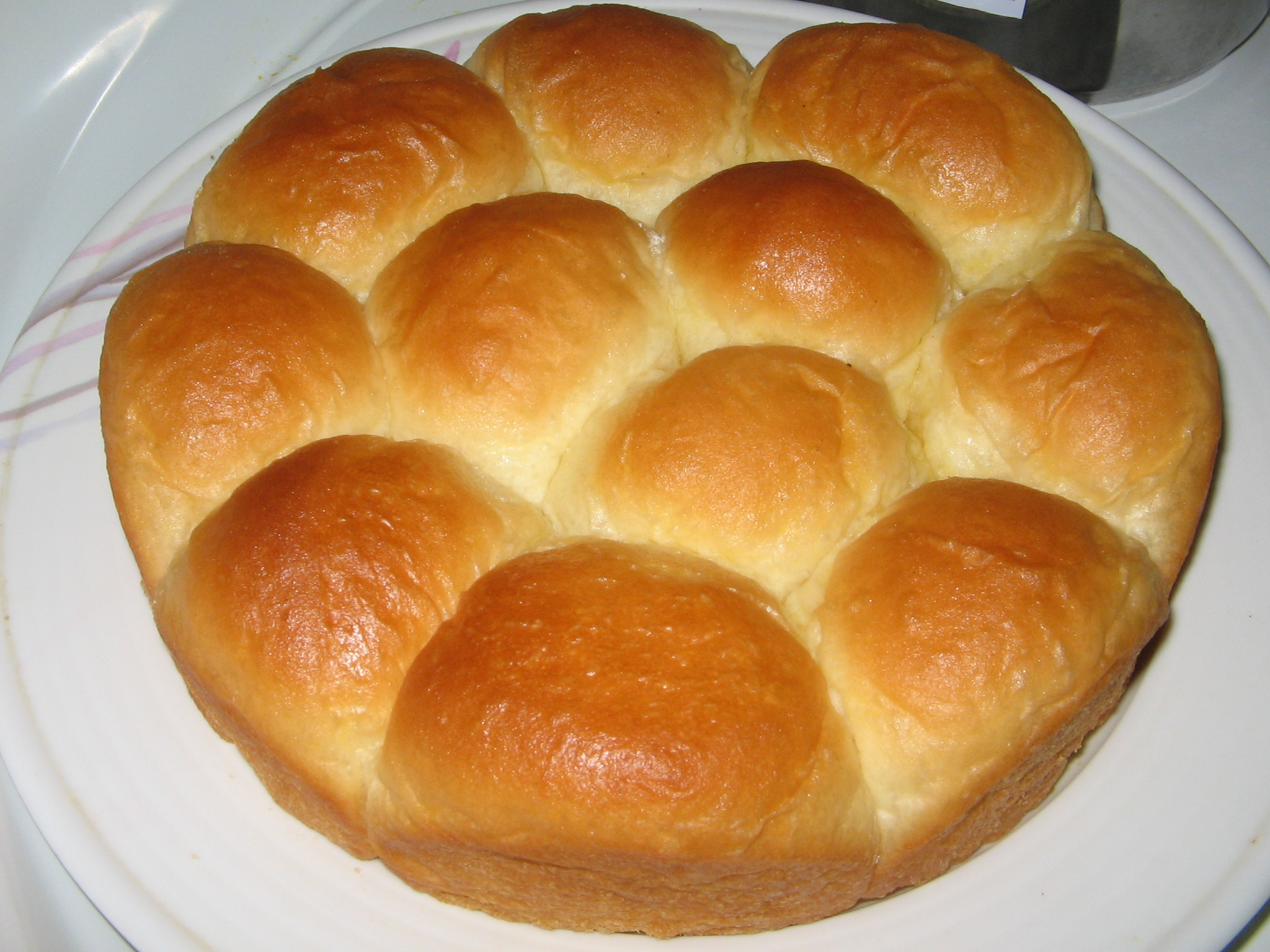
Хліб - роті паун

Незважаючи на те, що Малайзія не вирощує, а імпортує пшеницю, хліб все ж таки готують в цій країні. Британський колоніальний вплив посприяв тому, що тут на сніданок подають тости з кая або роті бакар. Малайзійці дуже полюбляють булочки з кокосовим наповнювачами, кокосовим варенням, з маслом, шоколадом та червоною квасолею тощо.

### Куїх

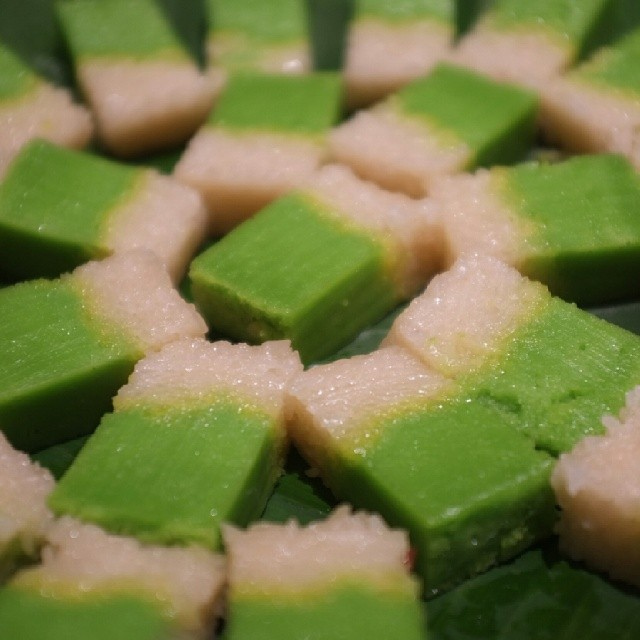
Сері мука

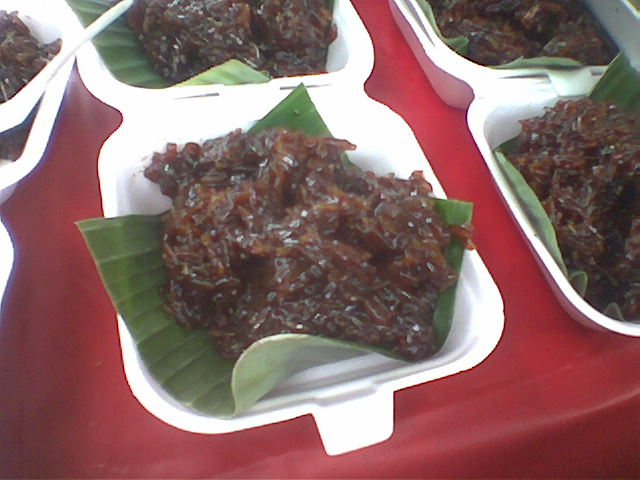
Ваджік

Куїх є основною закускою в малайзійській кухні. Зокрема, це може бути печиво, тістечка або інші кондитерські вироби. Їх готують з клейкого рису на пару. Місцеві кулінари прикрашають ці десерти харчовим барвником – листям пандану, який надає їм зеленого кольору. До основних видів цих десертів відносять:
- Ананасовий пиріг[en] — пиріг з листкового тіста, який наповнений ананасовим варенням.
- Анг ку куех[en] — маленький круглий або овальний китайський кондитерський виріб з червоним м’яким липким клейовим рисовим борошном з солодкою начинкою всередині.
- Кукур — смажені оладки.
- Ваджик[en] — малайський кондитерський виріб з клейкого рису та кокосового молока.
- Каррі пуфф[en] — маленький пиріг, наповнений начинкою куркою або картоплею.
- Капіт, сапіт чи сепі[en] — хрустке вафельне печиво з кокосовим наповнювачем. Відомий цей куїх також як «любовні листи».
- Кочі (страва)[en] — пельмені з клейкого рису, які наповнені солодкою пастою. Виготовляються у формі піраміди та загортаються у бананове листя.
- Онде онде[en] — маленькі круглі кульки, які готують з клейкого рисового борошна з панданом, наповнені цукровим сиропом та вкриті тертим кокосом.
- Сері мука — двошаровий десерт, який виготовляють з клейкого рису та пандану.

### Десерти та солодощі

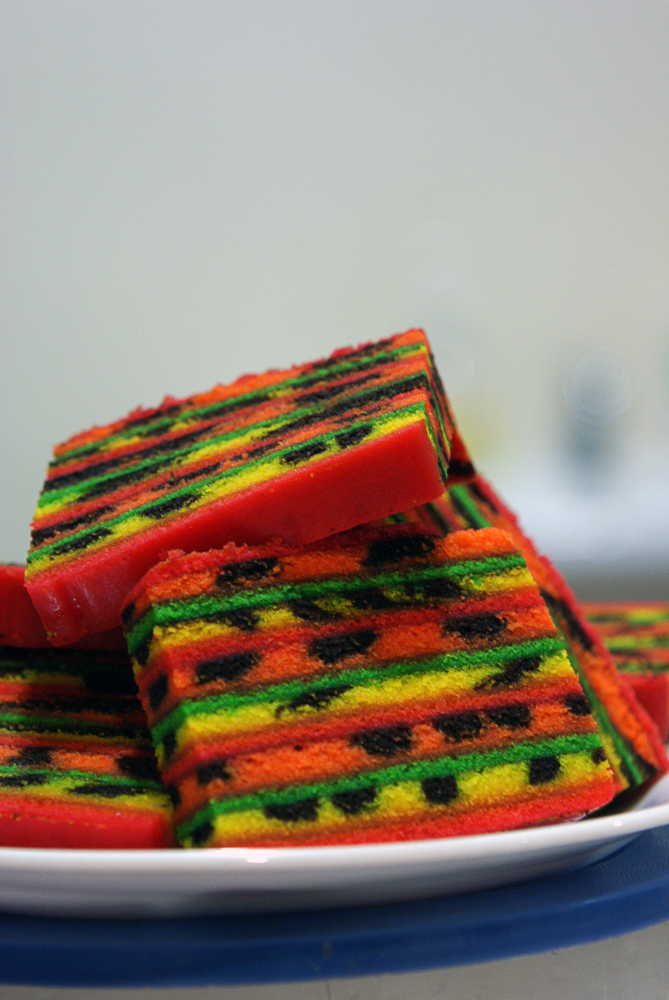
Пиріг саравак

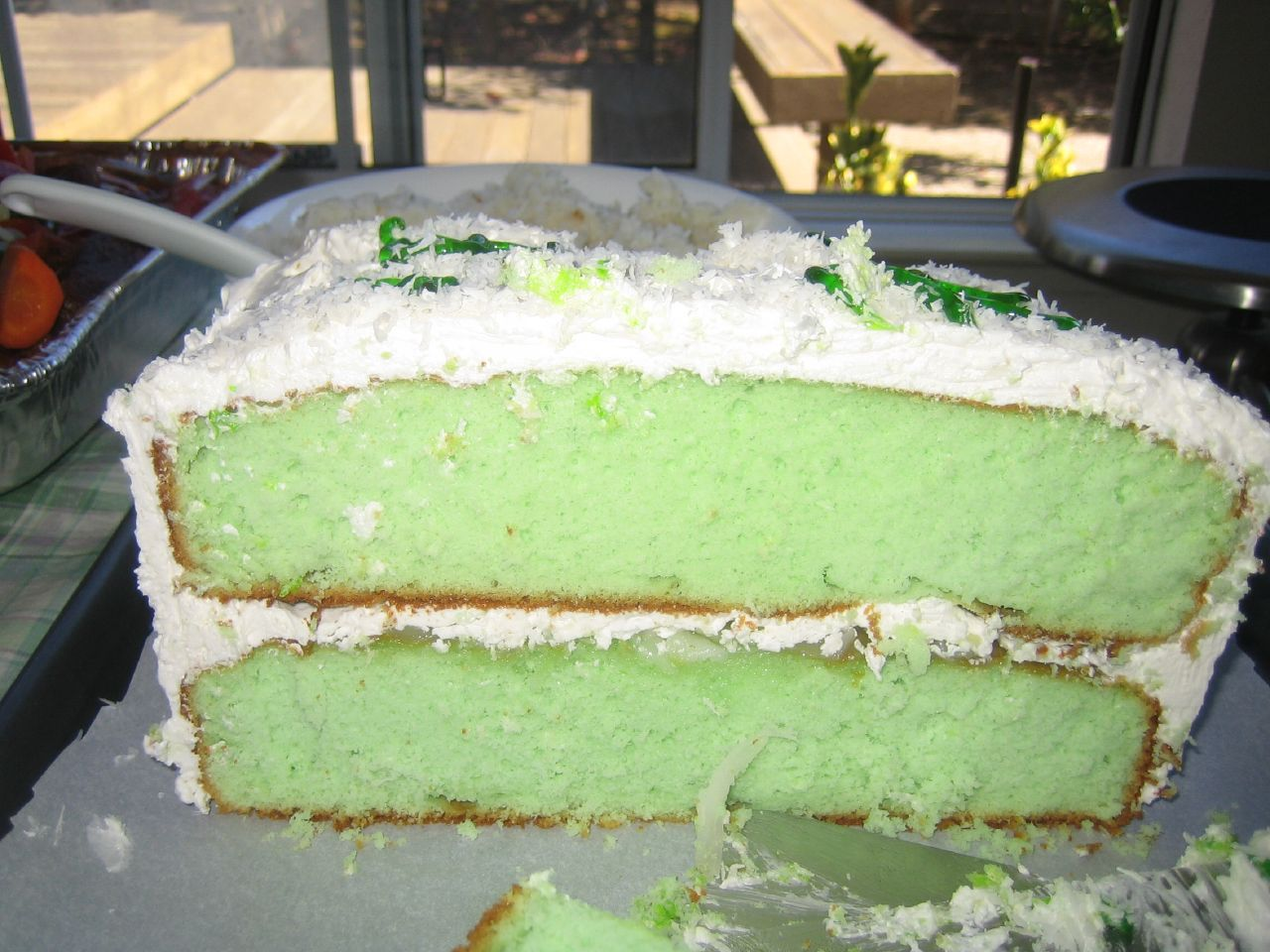
Пандан кейк

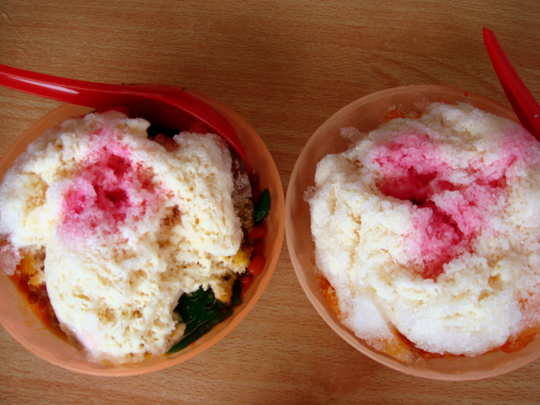
Айс Касанг

Десерти та солодощі в малайзійській кухні дуже різноманітні через мультиетнічність традицій. Здебільшого їх готують з використанням великої кількості кокосового молока та  цукру, а також листя пандану. Основними ласощами малайзійської кухні є:
- Агар-агар — червоні водорості. Переважно з агар-агару готують пудинги та ароматизовані желе.
- Айс касанг[en] — десерт, в основі якого шматок льоду, покритий згущеним молоком з різними начинками, наприклад, з квасолею, арахісом, морозивом, бобами тощо.
- Айскрім потонг — малайзійський аналог морозива. Його готують з кокосового молока та різних начинок (червоні боби, дуріан, рожевий сироп, пандан, джекфрут). Цей десерт менш кремовий та з крохмальним присмаком.
- Батік кейк — шоколадне тістечко з розламаним печивом.
- Бубур пулут хітам[en] — чорна каша з клейкого рису, зварена з пальмовим цукром та панданом в кокосовому молоці.
- Бубур ча ча — холодний або гарячий десерт з бананів, солодкої картоплі, таро, бобів, саго та листям пандану.
- Дадіх[en] — малайський молочний десерт, який готують з молока, цукру та солі[4].
- Бурфі — кондитерські вироби з тертого кокосу, з цукром, згущеним молоком та ароматизаторами. Подаються на святах та фестивалях у індійських будинках[5].
- Ладду — найпопулярніші в Малайзії індійські солодощі, які готують з горохового борошна, пряженого молока та кокосової стружки[6].
- Мункейк — кругле або прямокутне тістечко з начинкою, яке їдять з зеленим чаєм під час осінніх китайських свят[7].
- Нанггіу — десерт з желе-локшини, виготовленої зі свіжого саго борошна та кокосового молока з пальмовим цукром.
- Пандан кейк[en] — кольоровий та ароматизований пухкий десерт.
- Саравак пиріг[en] — багатошаровий десерт, який готують переважно на свята.
- Халва — густий солодкий кондитерський виріб. В Малайзії дуже багато рецептів приготування такого виробу.

## Система харчування
Стандартне меню сніданку в малайзійській кухні відсутнє, оскільки ця країна багатонаціональна та різна за соціальною структурою.
- Сніданок у західному стилі – варене яйце та тости.
- Сніданок у традиційному стилі включає локшину або страву з рису.

На обід та вечерю подають одну страву на одному блюді або рис з багатьма стравами.

## Різновиди кухонь

### Малайська кухня

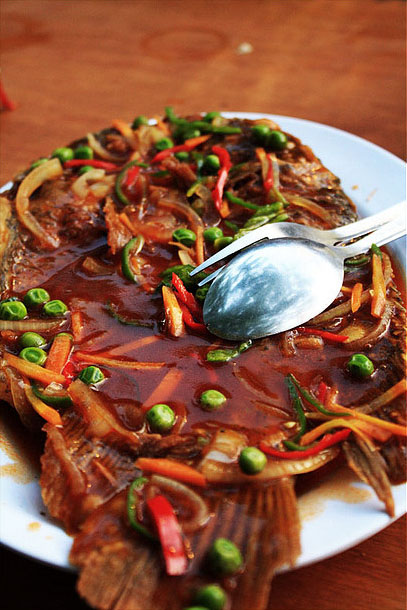
Асам педас

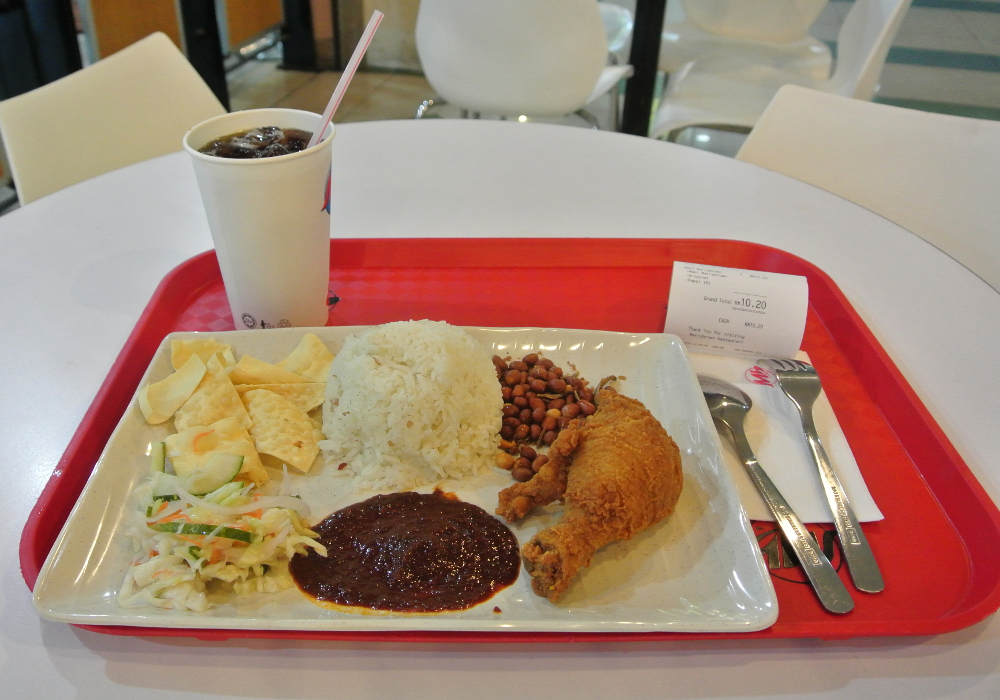
Насі аям

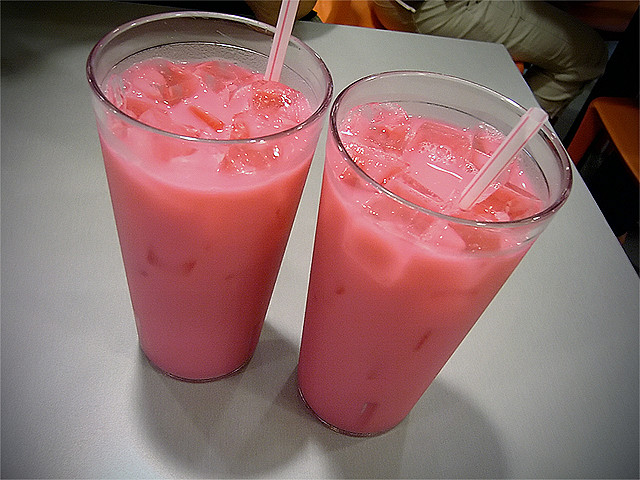
Бандунг

Рис є основною стравою традиційної малайської кухні, а все інше відносять до супровідних страв. Соус самбал використовується для більшості страв. Рецепти більшості страв дуже схожі до індонезійської кухні. 
- Асам педас — кисле пряне тушковане м'ясо з тамариндом та перцем чилі.
- Аям горенг[en] — загальний термін для рецептів смаженої курки, маринованої в куркумі та інших спеціях.
- Бандунг — смачний молочний напій рожевого кольору.
- Гулаї— страви каррі. Основним інгредієнтом є риба або м'ясо, наприклад, м'ясо птиці, яловичина, баранина.
- Ікан бакар[en] — риба смажена на грилі з соусом.
- Ікан горенг[en] — загальний термін для смаження риби, яку спочатку маринують.
- Кебебе[en] — їжа, яка готується з 13 інгредієнтів. Вона має солодкий, солоний, гіркий, кислий та змішаний смак.
- Керабу — салат з фруктів або овочів.
- Кетупат — варіант страв зі стисненим рисом.
- Насі-горенг — страви зі смаженим рисом.
- Ренданг — гостра їжа з м'яса та кокосового молока. Найчастіше готують з курки та яловичини.
- Роті джон[en] — бутерброд з прянощами та омлетом. Подається на сніданок.
- Самбал — смачний соус, який готують з перця чилі.
- Сатай — одна з найпопулярніших страв в Малайзії. Її готують з маринованих курчат або яловичини з овочами.

### Яванська кухня
Яванська кухня потрапила в Малайзію завдяки яванським іммігрантам. Дуже відрізняється від малайської кулінарії. Характерні страви:
- Аям пеньєт[en] — смажена курка з самбалом. Також подаються до неї овочі.
- Бегеділ — своєрідні смажені фрикадельки з картоплі і/або м'яса.
- Лонтонг — тушковані овочі з пряно-кокосовим молочним супом. Подається страва з рисом та приправами.
- Мі ребус[en] — страва з яєчної локшини, змоченої у соусі та у овочевому пюре.
- Насі кунінг[en] — рис приготовлений з кокосовим молоком та куркумою.
- Сото (страва) — м'ясний бульйон з рисом або локшиною.

### Китайська кухня

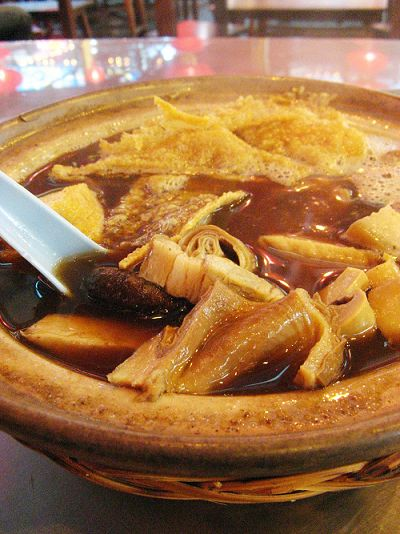
Бак кут тех

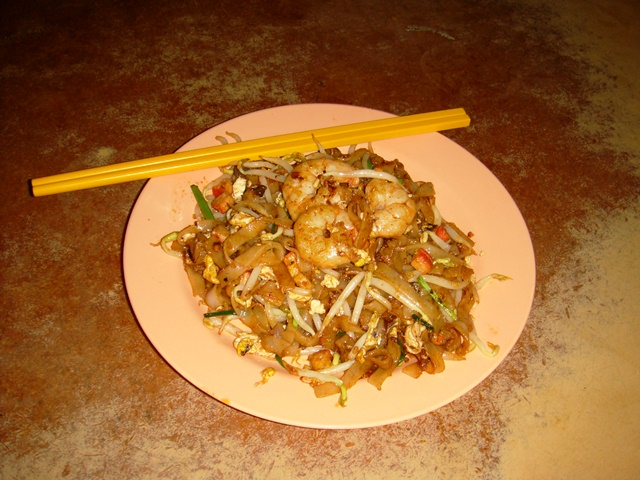
Чар квай теов

Цей різновид кухні привезли з собою китайські іммігранти. Зараз рецепти адаптовані до місцевих умов Малайзії. До основних страв відносять:
- Бак Кут Теп[en] — варені м'ясні ребра з часником, соєвим соусом, травами та приправами.
- Курячий рис — рис з куркою.
- Лор мі[en] — жовта локшина з яйцем, соєвим соусом та свининою.
- Пан мі[en] — суп з локшиною, анчоусами, свининою, яйцем та листовими овочами.
- Рибні кульки — рибна паста, що має сферичну форму.
- Рибна голова бігун[en] — суп з рисовою локшиною та дрібно нарізаною головою риби.
- Чар квей тьйоу — смажена рисова локшина з яйцем, бобами, креветками та цибулею.
- Чай тов квай[en] — страва з рисового борошна.

### Індійська кухня

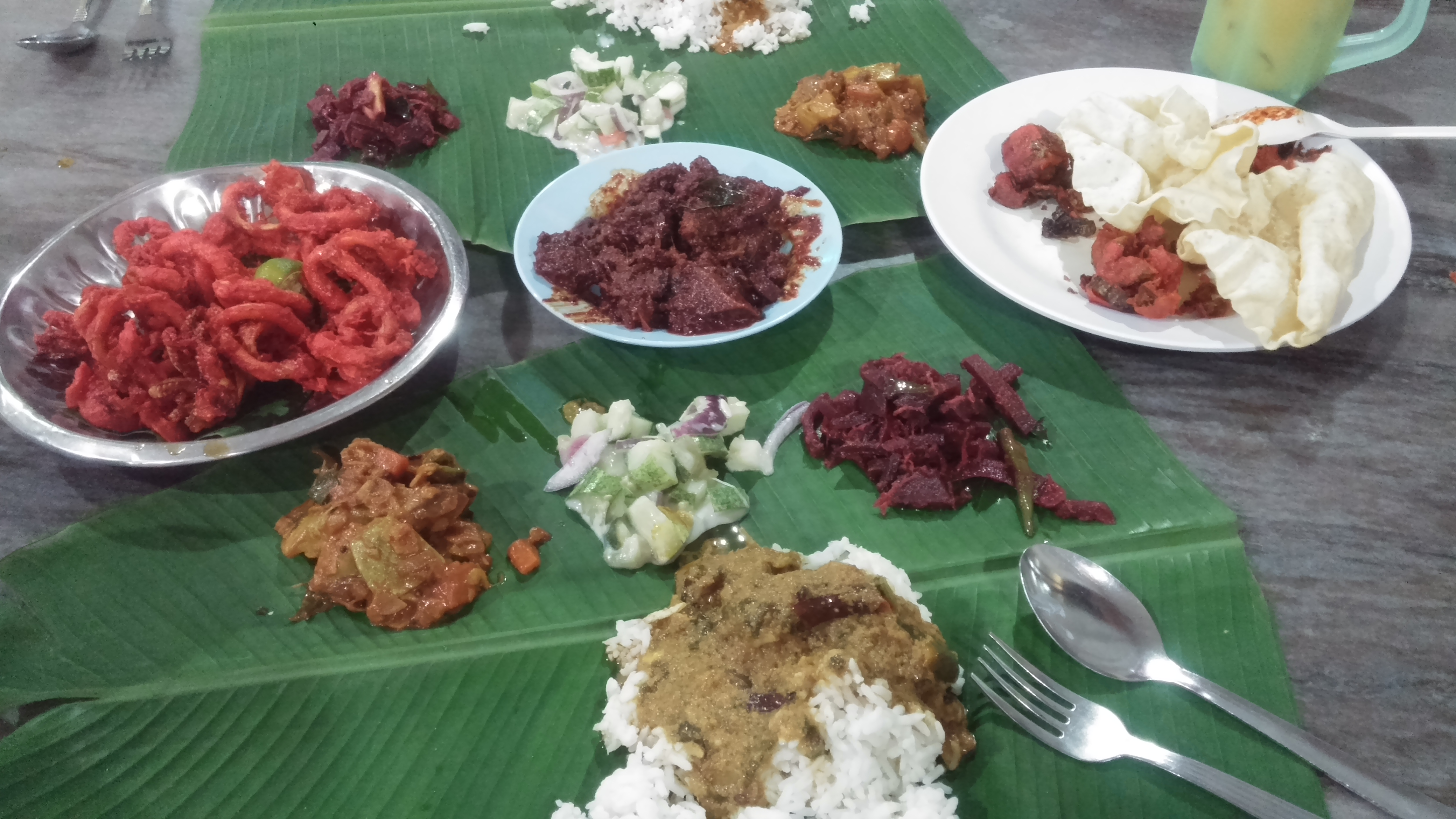
Індійські страви

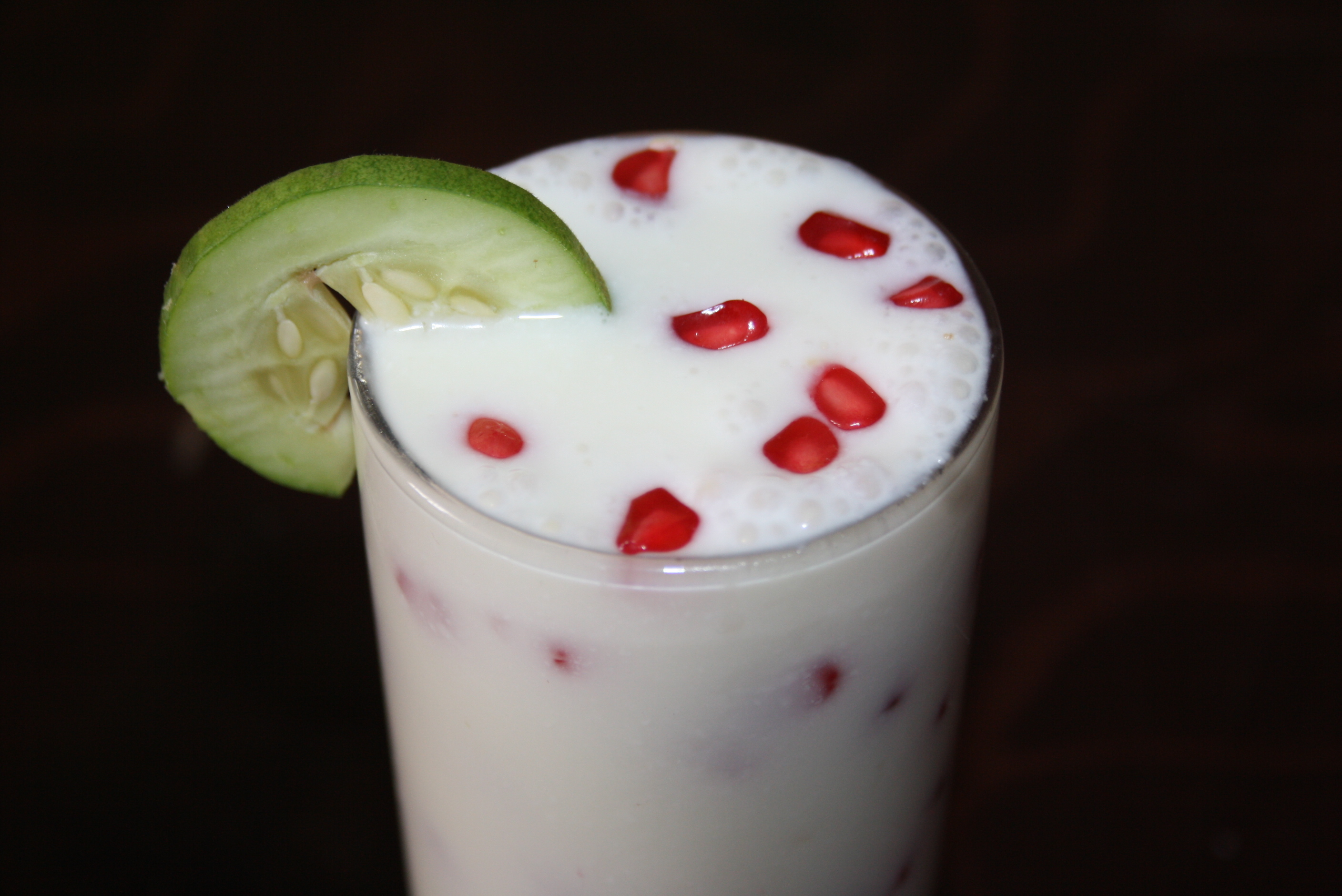
Лассі

Індійська кухня в Малайзії містить ті самі рецепти, що і справжня кухня Індії, але з малайзійськими продуктами. Для цього виду кухні є характерним використання масла з молока буйволиці та пальмової олії. Етикет вимагає перед подачею страв вимити руки, бо страви переважно споживаються без ложки. Основними стравами та напоями є:
- Муртабак — смачна страва з плоским хлібом та каррі соусом.
- Мурукку — соковита закуска з рисом.
- Лассі — солодкий або солоний йогуртовий напій.
- Чапаті — індійський плоский хліб, у який загортають страви.

### Перанаканська кухня

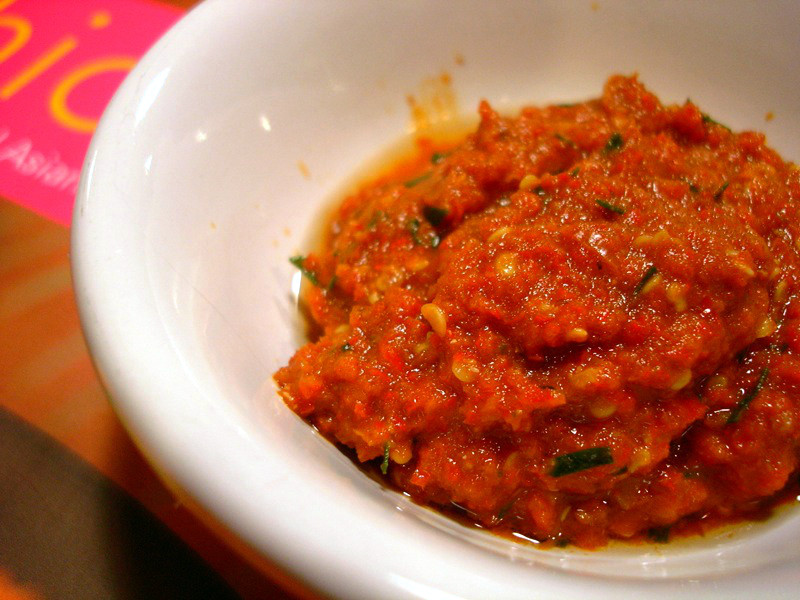
Самбал белакан

Перанаканська кухня, яка ще називається Ньоня, – це кухня, яка була сформована дуже давно китайцями, нащадки яких зараз проживають у Малайзії та Сінгапурі. Використовуються переважно для таких страв інгредієнти китайської кухні, але поєднуються вони з малайськими, наприклад, такими, як кокосове молоко, лимонна трава, куркума, тамаринд, листя пандану, перець чилі та самбал. Старе малайське слово ньоня або ноні – це термін, який стосується поваги до жінок високого соціального становища. Переважно страви готуються лише вдома. Рецепти страв дуже складні та трудомісткі. Цю кухню можна розглядати як мікс китайської та малайської кухонь, а також індонезійської та тайської кухонь. Зразки страв перанаканської кухні:
- Енче кабін — смажені курячі кусочки, мариновані в пасті кокосового молока та ремпах.
- Ітік Тім або Кіам Чей Арк Тхннг — суп з качки з гірчичною зеленю та капустою, приправлений мускатним горіхом, китайськими грибами, помідорами та перцем.
- Керабу Бі Хун — салат з рисової вермішелі, белакану, з лаймовим соком, заправлений спеціями та травами.
- Масак тітік — вид овочевого супу з використання білого перцю. В деяких рецептах основним інгредієнтом є шкіра кавуна або зелена папая.
- Лакса лемак — це тип лакси, який подається в кокосовому соусі з креветками, черепашками, лаймом, самбалом белаканом.
- Отак-отак — страва з рибними шматочками, загорнутими в листя банана.
- Пиріг Ті[en] — тонкий і хрусткий терпкий пиріг з начинкою, виготовленою з солодкої пряної суміші овочів та креветок.
- Роті бабі — бутерброд з прянощами та фаршированою свининою, занурений в яйце та підсмажений.

### Євразійська кухня
- Амбілла — тістечко з м’ясом, виготовлене з довгих бобів чи гарбуза.
- Калду Пескатор — суп з морепродуктів, який готують моряки.
- Курячий пиріг — м’ясний пиріг, який годують на різдвяні свята та інші свята.
- Фенг — страва зі свинини каррі. Готується на Різдво.
- Панг сусі — смачна солодка булочка з м’ясом. Готується на Великдень.
- Пеше Асса чи Ікан бакар чи самбал стінграй[en] — португальська випечена/ смажена риба.
- Семур[en] чи смур — ароматна тушкована яловичина. Рецепт потрапив до Малайзії з голландської кухні.

## Вегетаріанство в Малайзії
Станом на 2012 рік у Малайзії проживало близько одного мільйона вегетаріанців. Дуже багато ресторанів пропонують вегетаріанське та веганське меню. Переважно такі заклади харчування мають надпис sayur sayuran або vegetarian, або китайські ієрогліфи 素 або 斎.